# 98 Degrees
98 Degrees (auch 98°) ist eine US-amerikanische Boygroup.

## Geschichte
Die Band wurde 1997 gegründet, der Name bezieht sich auf die menschliche Körpertemperatur (98 °Fahrenheit = 36,7 °Celsius). Sie besteht heute aus den Brüdern Nick und Drew Lachey sowie Justin Jeffre und Jeff Timmons.
Die Band unterzeichnete Mitte der 1990er Jahre einen Plattenvertrag bei der Plattenfirma Motown. Ihre erste Single Invisible Man sowie ihr Debütalbum 98 Degrees wurden jeweils mit Gold ausgezeichnet. Nach der Veröffentlichung ihres ersten Albums wechselten sie von Motown zu Universal Records. Ihre drei folgenden Alben erreichten allesamt Platinstatus. Im Jahr 2000 nahmen sie zusammen mit Mariah Carey und Joe den Song Thank God I Found You auf. Die Single bekam Gold und 98 Degrees wurde in der Kategorie Best Pop Collaboration with Vocals für einen Grammy nominiert.
Im Jahr 2002 entschieden sich die Bandmitglieder für eine Bandpause, um Solokarrieren und anderen Projekten nachgehen zu können.
Im Jahr 2013 kehrten sie zurück. Die Single Microphone erschien am 2. April 2013. Das Album 2.0 erschien am 7. Mai 2013.

## Diskografie

### Studioalben
| Jahr | Titel          | Höchstplatzierung, Gesamtwochen, AuszeichnungChartsChartplatzierungen (Jahr, Titel, Platzierungen, Wochen, Auszeichnungen, Anmerkungen) | Anmerkungen                              |
| Jahr | Titel          | US | Anmerkungen                              |
| ---- | -------------- | --- | ---------------------------------------- |
| 1997 | 98°            | US145 Gold · (9 Wo.)US | Erstveröffentlichung: 29. Juli 1997      |
| 1998 | 98° and Rising | US14 ×4Vierfachplatin · (78 Wo.)US | Erstveröffentlichung: 20. Oktober 1998   |
| 1999 | This Christmas | US27 Platin · (12 Wo.)US | Erstveröffentlichung: 19. Oktober 1999   |
| 2000 | Revelation     | US2 ×2Doppelplatin · (24 Wo.)US | Erstveröffentlichung: 26. September 2000 |
| 2013 | 2.0            | US65 (2 Wo.)US | Erstveröffentlichung: 7. Mai 2013        |
| 2017 | Let It Snow    | — | Erstveröffentlichung: 13. Oktober 2017   |

### Kompilationen
| Jahr | Titel          | Höchstplatzierung, Gesamtwochen, AuszeichnungChartsChartplatzierungen (Jahr, Titel, Platzierungen, Wochen, Auszeichnungen, Anmerkungen) | Anmerkungen                       |
| Jahr | Titel          | US | Anmerkungen                       |
| ---- | -------------- | --- | --------------------------------- |
| 2002 | The Collection | US153 (1 Wo.)US | Erstveröffentlichung: 7. Mai 2002 |

### Singles
| Jahr | Titel Album                                    | Höchstplatzierung, Gesamtwochen, AuszeichnungChartplatzierungen (Jahr, Titel, Album, Platzierungen, Wochen, Auszeichnungen, Anmerkungen) | Höchstplatzierung, Gesamtwochen, AuszeichnungChartplatzierungen (Jahr, Titel, Album, Platzierungen, Wochen, Auszeichnungen, Anmerkungen) | Höchstplatzierung, Gesamtwochen, AuszeichnungChartplatzierungen (Jahr, Titel, Album, Platzierungen, Wochen, Auszeichnungen, Anmerkungen) | Höchstplatzierung, Gesamtwochen, AuszeichnungChartplatzierungen (Jahr, Titel, Album, Platzierungen, Wochen, Auszeichnungen, Anmerkungen) | Anmerkungen                                                                 |
| Jahr | Titel Album                                    | DE | CH | UK | US | Anmerkungen                                                                 |
| ---- | ---------------------------------------------- | --- | --- | --- | --- | --------------------------------------------------------------------------- |
| 1997 | Invisible Man 98°                              | — | — | UK66 (2 Wo.)UK | US12 Gold · (28 Wo.)US | Erstveröffentlichung: 24. Juni 1997                                         |
| 1998 | Because of You 98° and Rising                  | DE99 (1 Wo.)DE | — | UK36 (2 Wo.)UK | US3 Platin · (20 Wo.)US | Erstveröffentlichung: 22. September 1998                                    |
| 1998 | True to Your Heart 98° and Rising              | DE52 (9 Wo.)DE | CH25 (11 Wo.)CH | UK51 (2 Wo.)UK | — | Erstveröffentlichung: Oktober 1998 feat. Stevie Wonder                      |
| 1999 | The Hardest Thing 98° and Rising               | — | — | UK29 (2 Wo.)UK | US5 Gold · (24 Wo.)US | Erstveröffentlichung: 8. Juni 1999                                          |
| 1999 | I Do (Cherish You) 98° and Rising              | — | — | — | US13 (20 Wo.)US | Erstveröffentlichung: 24. Juli 1999                                         |
| 1999 | This Gift This Christmas                       | — | — | — | US49 (3 Wo.)US | Erstveröffentlichung: Dezember 1999                                         |
| 2000 | Thank God I Found You The Collection / Rainbow | DE28 (9 Wo.)DE | CH17 (13 Wo.)CH | UK10 (12 Wo.)UK | US1 Gold · (20 Wo.)US | Erstveröffentlichung: 15. November 1999 Mariah Carey feat. 98 Degrees & Joe |
| 2000 | Give Me Just One Night (Una Noche) Revelation  | — | CH58 (8 Wo.)CH | UK61 (1 Wo.)UK | US2 Gold · (20 Wo.)US | Erstveröffentlichung: 24. Juli 2000                                         |
| 2000 | My Everything Revelation                       | — | — | — | US34 (20 Wo.)US | Erstveröffentlichung: 6. November 2000                                      |

Weitere Singles
- 1998: Was It Something I Didn’t Say
- 2001: The Way You Want Me To
- 2002: Why (Are We Still Friends)
- 2013: Microphone
- 2013: Impossible Things
- 2017: Circle of Life
- 2022: Ain’t the Same (Brett Kissel feat. 98 Degrees)

### Videoalben
- 1999: Heat It Up (US: Platin)